# Beautiful Strangers
Beautiful Strangers es una serie de televisión filipina transmitida por GMA Network desde el 10 de agosto hasta el 27 de noviembre de 2015. Está protagonizada por Heart Evangelista, Lovi Poe, Rocco Nacino, Benjamin Alves, Christopher de Leon, Dina Bonnevie y Ayen Munji-Laurel.

## Elenco

### Elenco principal
- Heart Evangelista como Kristine de Jesus.
- Lovi Poe como Joyce Rodriguez/Leah.
- Rocco Nacino como Noel Ilagan.
- Benjamin Alves como Lawrence Castillo.
- Dina Bonnevie como Alejandra Valdez-Castillo.
- Christopher De Leon como Ronaldo Castillo.

### Elenco secundario
- Dianne Medina como Monica Aragon.
- Ayen Munji-Laurel como Lourdes de Jesus.
- Emilio Garcia como Nestor Ilagan.
- Lovely Rivero como Imelda Rodriguez.
- Kier Legaspi como Rigor Lacsamana.
- Mariel Pamintuan como Leslie de Jesus.
- Gabriel de Leon como Rex Buenaventura.
- Renz Valerio como Jason Rodriguez.
- Djanin Cruz como Hannah Mamaril.
- Nar Cabico como Shakira.
- Rez Cortez como Mike Mamaril.
- Divina Valencia como Cecilia Aragon.
- Pen Medina como Levi Rodriguez.

### Elenco extendido
- Caridad Sanchez como Vicencia.
- Brent Santos como Dindo.
- Ervic Vijandre como Atty. Mark
- Mymy Davao como Sonya de Jesus.
- Say Alonzo como Celyn.
- Cai Cortez como Delia.
- Via Veloso como Giselle.
- Nina Ricci Alagao como Ginny Ortaleza.
- Gabby Eigenmann como Atty. Isagani Mendoza.
- Diva Montelaba como Georgia Lacsamana.
- Bing Davao como Atty. Lapid.
- Stephanie Sol como Janice Ramos-Buenaventura.
- Ness Angeles como Dr. Leonora Ilustre.
- Jana Trites como Sol.
- Ehra Madrigal como Vaness Cardinale.
- Maricar de Mesa como Lupe/Natalia.
- Mia Pangyarihan
- Izzy Trazona-Aragon como Vilma.
- Toby Alejar como Fr. Teddy

### Elenco de invitados
- Angel Aviles como Joyce Rodriguez (joven).
- Carl Acosta como Lawrence Castillo (joven).
- Roseanne Magan como Kristine de Jesus (joven).